# Euzonus collulum
Euzonus collulum är en mångfotingart som beskrevs av Menge 1854. Euzonus collulum ingår i släktet Euzonus, ordningen vinterdubbelfotingar, klassen dubbelfotingar, fylumet leddjur och riket djur. Inga underarter finns listade i Catalogue of Life.